# Tour du Qatar féminin 2010
Le Tour du Qatar féminin 2010 est la deuxième édition du Tour du Qatar féminin. La compétition s'est déroulée du 3 au 5 février 2010 sur un parcours total de 286,5 kilomètres. La course qui ouvre le calendrier international féminin UCI 2010 est remportée par la Néerlandaise Kirsten Wild pour la deuxième année consécutive.

## Les équipes
| n°    | Code | Équipe                  |
| ----- | ---- | ----------------------- |
| 1-6   | CWT  | Cervélo TestTeam Women  |
| 11-16 | ITA  | Équipe nationale        |
| 21-26 | AUS  | Équipe nationale        |
| 31-36 | TCW  | Team HTC-Columbia Women |
| 41-46 | RSC  | Red Sun Cycling Team    |
| 51-56 | NLD  | Équipe nationale        |
| 61-66 | USA  | Équipe nationale        |
| 71-76 | ACR  | Team Nederland Bloeit   |

| n°      | Code | Équipe                 |
| ------- | ---- | ---------------------- |
| 81-86   | GER  | Équipe nationale       |
| 91-96   | LLT  | Lotto Ladies           |
| 101-106 | FRA  | Équipe nationale       |
| 111-116 | SAF  | Safi-Pasta Zara        |
| 121-126 | SUI  | Équipe nationale       |
| 131-136 | GPC  | Giant Pro Cycling Team |
| 141-146 | MTW  | Team MTN               |

## Les étapes
| n°  | Date      | Parcours                                         | km    | Vainqueur d'étape | Leadeur du général |
| --- | --------- | ------------------------------------------------ | ----- | ----------------- | ------------------ |
| 1re | 3 février | Musée d'Art Islamique de Doha > Al Khor Corniche | 103,5 | Rasa Leleivytė    | Rasa Leleivytė     |
| 2e  | 4 février | Al Zubarah > Oryx Farm                           | 89    | Giorgia Bronzini  | Giorgia Bronzini   |
| 3e  | 5 février | Sealine Beach Resort > Doha Corniche             | 94    | Kirsten Wild      | Kirsten Wild       |

## Récit de la course

### 1reétape
- 3 février : Musée d'art islamique de Doha > Al Khor Corniche – 103,5 km

La première véritable échappée a lieu au bout de 34 kilomètres lorsque la Sud-Africaine De Groot sort du peloton. L’écart ne dépasse jamais les 20 s et De Groot ne reste que 5 km en tête.
Alors que le peloton se rapproche du premier sprint de bonifications, celui-ci se scinde en plusieurs groupes, sous l'effet du vent, avec devant toutes les favorites, dont la tenante du titre Wild. Bien emmenée par son équipe, la Néerlandaise remporte le sprint situé au km 45 devant Duster et Van de Ree. Dans la deuxième moitié du parcours, les vingt en tête se font rejoindre par deux groupes de poursuivantes, formant un peloton d’une soixantaine de concurrentes.
À moins de 25 kilomètres de l’arrivée, la Suédoise Andreasson s’extrait du peloton. Son avance atteint un maximum de 40 s. Mais, Andreasson est reprise au kilomètre 82. C’est ensuite au tour d’une autre Suédoise, Lindberg, de tenter sa chance, en vain. Le deuxième sprint de bonifications revient une nouvelle fois à Wild qui s’impose devant Visser et Gunnewijk.
Le sprint final va se disputer avec un peloton d'une trentaine d'éléments. Et c’est Raissa Lelivyte qui se montre la plus forte. La Lituanienne devance Bronzin et Hosking et s’empare du maillot or de leader au général avec un avantage de 4 s sur Bronzini et Wild.
| n° | Coureuse         | Équipe | Temps           |
| -- | ---------------- | ------ | --------------- |
| 1  | Rasa Leleivytė   | SAF    | 2 h 38 min 07 s |
| 2  | Giorgia Bronzini | ITA    | m.t.            |
| 3  | Chloe Hosking    | TCW    | m.t.            |

| n° | Coureuse         | Équipe | Temps           |
| -- | ---------------- | ------ | --------------- |
| 1  | Rasa Leleivytė   | SAF    | 2 h 37 min 57 s |
| 2  | Giorgia Bronzini | ITA    | + 4 s           |
| 3  | Kirsten Wild     | CWT    | m.t.            |

### 2eétape
- 4 février : Al Zubarah > Oryx Farm – 89 km

Le vent étant extrêmement violent, les organisateurs de l’épreuve décidèrent de réduire la distance de l’étape du jour, celle-ci passant de 107 à 86 km. Et, dès le départ, une trentaine de concurrentes sont lâchées par le reste du peloton à la suite d'une bordure. Un groupe d'une soixantaine d'éléments atteint donc le premier sprint intermédiaire disputé au km 25 et remporté une nouvelle fois par la tenante du titre Kirsten Wild, devant Van de Ree et Duster.
Au kilomètre 50, la première véritable échappée prend forme lorsque Brûlée parvient à s’extraire du peloton. 8 km plus tard, celle-ci est rejointe puis distancée par Hatch. L’Américaine continue son effort solitaire et possède un avantage maximum de 1 min 45 s. Elle sera reprise au km 69 par le peloton.
Le deuxième sprint de bonifications au kilomètre 70 est remporté, pour ne pas changer, par Wild, devant Visser et Broun. A moins de 4 km de l'arrivée, Becker, Broun et Cantele tentent leur chance, mais sont reprises par le peloton sous la flamme rouge. Les spectateurs présents ont donc assisté à un sprint massif. Giorgia Bronzini ouvre son compteur victoire pour 2010 en s’imposant au bout de la longue ligne droite longeant l’Oryx Farm. Elle devance Gilmore et Bras. Grâce aux bonifications, Bronzini s’empare du maillot or et possède à présent un avantage de 4 s sur Wild et 6 s sur Lelivyte.
| n° | Coureuse         | Équipe | Temps              |
| -- | ---------------- | ------ | ------------------ |
| 1  | Giorgia Bronzini | ITA    | en 2 h 55 min 19 s |
| 2  | Rochelle Gilmore | LLT    | m.t.               |
| 3  | Martine Bras     | NLD    | m.t.               |

| n° | Coureuse         | Équipe | Temps              |
| -- | ---------------- | ------ | ------------------ |
| 1  | Giorgia Bronzini | ITA    | en 5 h 33 min 10 s |
| 2  | Kirsten Wild     | CWT    | + 4 s              |
| 3  | Rasa Leleivytė   | SAF    | + 6 s              |

### 3eétape
- 5 février : Sealine Beach Resort > Doha Corniche – 94 km

Au kilomètre 24,5, Brûlee, déjà active la veille, est la première à tenter sa chance, seule. Son avantage sur le peloton ne dépasse jamais les 20 s et la Belge est reprise 5 kilomètres plus tard. On assiste alors au premier véritable coup de théâtre de ce Tour du Qatar féminin, puisque le peloton va se scinder en plusieurs groupes avec devant le maillot or Bronzini et piégée dans un deuxième groupe, la tenante du titre et principale rivale de l’Italienne, Wild. Mais, la Néerlandaise, grâce à ces coéquipières, parvient à revenir, juste avant le premier sprint intermédiaire. Elle en profite pour remporter ce sprint, situé au km 39,5, devant Gilmore et Patuzzo, et s’offre ainsi 3 précieuses secondes de bonifications lui permettant de revenir virtuellement à 1 s du maillot or.
Au kilomètre 43, Brennauer attaque. L'Allemande prend rapidement de l'avance, puisqu'elle compte 50” d'avance au km 45, et un maximum de 3 min 40 s au km 52. Elle entre donc seule sur le circuit final situé sur la Corniche de Doha et parvient au premier passage sur la ligne avec un avantage de 2 min 15 s sur Cromwell et 2 min 45 s sur le peloton. Mais, Brennauer est reprise juste avant le troisième passage sur la ligne, où a lieu le deuxième sprint intermédiaire (km 70). Broun devance sur la ligne Wild et Bronzini. Grâce aux bonifications, Wild se trouve donc dans le même temps que Bronzini.
Lors des 4 derniers tours du circuit long de 6 kilomètres, on peut observer de nombreuses attaques, immédiatement et systématiquement condamnées par le peloton. Juste avant d’aborder le dernier tour, Fahlin parvient tout de même à prendre un peu d'avance. A 5 kilomètres du but, la Suédoise possède 9 s d’avance. Son avantage fond alors, pour n'être plus que de 4 s sous la flamme rouge. Fahlin est finalement rejointe à 500 m de la ligne. Bien emmenée par son équipe, Kirsten Wild remporte cette étape, devant Bronzini et Lelivyte. Grâce à cette victoire et aux secondes de bonifications qui en découlent, la Néerlandaise remporte l’épreuve pour la deuxième année consécutive. L’Italienne Bronzini n'a cependant pas raté son Tour du Qatar, puisqu'elle a remporté une étape, termine 2e, avec en prime le maillot argent du classement par point. La meilleure jeune reste la Lituanienne Rasa Laleivyte, qui termine 3e.
| n° | Coureuse         | Équipe | Temps              |
| -- | ---------------- | ------ | ------------------ |
| 1  | Kirsten Wild     | CWT    | en 2 h 45 min 40 s |
| 2  | Giorgia Bronzini | ITA    | m.t.               |
| 3  | Lauren Tamayo    | USA    | m.t.               |

| n° | Coureuse         | Équipe | Temps              |
| -- | ---------------- | ------ | ------------------ |
| 1  | Kirsten Wild     | CWT    | en 8 h 18 min 39 s |
| 2  | Giorgia Bronzini | ITA    | + 4 s              |
| 3  | Rasa Leleivytė   | SAF    | + 17 s             |

## Classements finals

### Classement général
| n° | Coureuse           | Pays       | Équipe | Temps              |
| -- | ------------------ | ---------- | ------ | ------------------ |
| 1  | Kirsten Wild       | Pays-Bas   | CWT    | en 8 h 18 min 39 s |
| 2  | Giorgia Bronzini   | Italie     | ITA    | + 4 s              |
| 3  | Rasa Leleivytė     | Lituanie   | SAF    | + 17 s             |
| 4  | Rochelle Gilmore   | Australie  | LLT    | + 19 s             |
| 5  | Martine Bras       | Pays-Bas   | NLD    | + 23 s             |
| 6  | Lauren Tamayo      | États-Unis | USA    | m.t.               |
| 7  | Adrie Visser       | Pays-Bas   | TCW    | m.t.               |
| 8  | Kirsty Broun       | Australie  | AUS    | m.t.               |
| 9  | Monique van de Ree | Pays-Bas   | NED    | + 24 s             |
| 10 | Sarah Düster       | Allemagne  | CWT    | m.t.               |

### Classements annexes
| n° | Coureuse         | Équipe | Temps |
| -- | ---------------- | ------ | ----- |
| 1  | Giorgia Bronzini | ITA    | 85    |
| 2  | Kirsten Wild     | CWT    | 72    |
| 3  | Martine Bras     | NLD    | 63    |
| 4  | Rochelle Gilmore | LLT    | 52    |
| 5  | Lauren Tamayo    | USA    | 46    |

| n° | Coureuse           | Équipe | Temps              |
| -- | ------------------ | ------ | ------------------ |
| 1  | Rasa Leleivytė     | SAF    | en 8 h 18 min 56 s |
| 2  | Monique van de Ree | NED    | + 7 s              |
| 3  | Pascale Jeuland    | FRA    | + 10 s             |
| 4  | Xin Liu            | GPC    | m.t.               |
| 5  | Tiffany Cromwell   | AUS    | m.t.               |

#### Classement par équipes
|   | Équipe                       | Pays      | Temps               |
| - | ---------------------------- | --------- | ------------------- |
| 1 | Safi-Pasta Zara              | Italie    | en 24 h 57 min 18 s |
| 2 | Équipe nationale d'Allemagne | Allemagne | m.t.                |
| 3 | Team Nederland Bloeit        | Pays-Bas  | m.t.                |
| 4 | Team HTC-Columbia Women      | Allemagne | m.t.                |
| 5 | Équipe nationale d'Italie    | Italie    | m.t.                |

## Évolutions des classements
| Étape (Vainqueur)    | Classement général Maillot or | Classement par points Maillot argenté | Classement des jeunes Maillot bleu | Classement par équipes |
| -------------------- | ----------------------------- | ------------------------------------- | ---------------------------------- | ---------------------- |
| 1 (Rasa Leleivytė)   | Rasa Leleivytė                | Rasa Leleivytė                        | Rasa Leleivytė                     | Safi-Pasta Zara        |
| 2 (Giorgia Bronzini) | Giorgia Bronzini              | Giorgia Bronzini                      | Rasa Leleivytė                     | Safi-Pasta Zara        |
| 3 (Kirsten Wild)     | Kirsten Wild                  | Giorgia Bronzini                      | Rasa Leleivytė                     | Safi-Pasta Zara        |
| Final                | Kirsten Wild                  | Giorgia Bronzini                      | Rasa Leleivytė                     | Safi-Pasta Zara        |